# 知念孝
知念 孝（ちねん たかし、1967年3月25日 - ）は沖縄県うるま市（当時は石川市）出身の体操選手・指導者である。得意とする種目は鞍馬。バルセロナオリンピックの団体総合銅メダル獲得時の日本チームの主将。現役引退後は体操の指導者として活動している。Hey! Say! JUMPの知念侑李の父である。

## 略歴
沖縄県石川市立宮森小学校出身、沖縄県石川市立石川中学校教諭の具志堅の指導後、沖縄の興南高校の体操部に所属。高校時代の1984年に高校総体に出場し鞍馬で優勝。日本大学へ進学しその後、河合楽器の体操部に所属した。
1990年・1991年・1992年と3年連続で全日本社会人選手権個人総合優勝を果たした。また、全日本選手権では1989年・1993年の鞍馬での優勝のほか、1992年には個人総合で3位になった。1991年にインディアナポリスで行われた世界選手権では団体で4位入賞する。
1992年に行われたバルセロナオリンピック選考会を兼ねたNHK杯で2位に入りオリンピック代表の座を掴む。バルセロナオリンピック本大会では相原豊、池谷幸雄、西川大輔、畠田好章、松永政行と共に団体で銅メダルを獲得した。2020年東京オリンピックでレスリングの屋比久翔平が銅メダルを獲得するまで夏冬通じて沖縄県出身者としては唯一のオリンピックメダリストだった。
現役引退後は指導者の道を歩み、朝日生命体操クラブなどでコーチを務める。

## 人物
長男（息子）はジャニーズ事務所所属グループHey!Say!JUMPの知念侑李。長女はダンサーの知念紗耶。